# Гертруд Фусенегер
Гертруд Фусенегер (на немски: Gertrud Fussenegger) е австрийска поетеса и белетристка.

## Биография
Гертруд Фусенегер е родена в Пилзен в семейството на офицер от австро-унгарската армия. Израства в Нови Сонч (Галиция), Дорнбирн и Телфс, после се завръща в Пилзен (тогава в Чехословакия), където през 1930 г. полага матура. Следва първоначално в Инсбрук, а после в Мюнхен история, история на изкуството и философия. През 1934 г. завършва с научна степен доктор по философия.
Още през май 1933 г. Фусенегер всъпва в редовете на австрийската Националсоциалистическа германска работническа партия. Когато при една демонстрация през май 1934 г. в Инсбрук пее нацисткия химн „Песен на Хорст Весел“ и вдига ръка за „Хитлеров поздрав“, е осъдена на парична глоба. През февруари 1935 г. тя все още се числи към австрийска нацистка студентска група, но през ноември същата година се преселва в Третия Райх. През 1938 г., след „Аншлуса на Австрия“, отново всъпва в нацистката партия и отдава почит на Хитлер с химн.
По-късно живее в Мюнхен, откъдето през 1943 г. поради бомбардировките на града се преселва с децата си в Хал ин Тирол. През 1961 г. се мести в Леондинг край Линц.
Гертруд Фусенегер е член на австрийския ПЕН клуб, дружеството „Хумболт“, „Судетско-немската академия“ и почетен член на „Австрийския съюз на писателите“.

## Творчество
Фусенегер започва с исторически романи, чието действие се развива в различни епохи. Разказите ѝ са повлияни от нейния католически произход. Писателката съзнава зависимостта си от Renouveau catholique (католическото обновление), което намира израз в романа ѝ „Време на гарвана, време на гълъба“ (Zeit des Raben, Zeit der Taube) (1960).
Гертруд Фусенегер е автор на повече от 60 книги, публикувани в 25 издателства и преведени на 11 езика.